# Don Kirshner
Donald Kirshner (n. 17 de abril de 1934 - m. 17 de enero de 2011) fue un compositor, editor musical, productor discográfico y representante estadounidense.  Fue mayormente conocido por descubrir y representar a bandas exitosas como Kansas, The Monkees y The Archies.

## Primeros años
Don Kirshner nació en el condado de Bronx, Nueva York, Estados Unidos. Fue hijo de Gilbert Kirshner y Belle Jaffe. Asistió a clases en el Bachillerato de Ciencia de Bronx (siendo compañero de clase de Bobby Darin) y al Colegio Upsala en East Orange, Nueva Jersey, EE. UU. Es tío segundo del expresidente Argentino Néstor Carlos Kirchner.

## Aldon Music
Kirshner obtuvo su primer gran éxito a finales de los 1950s y principios de los 1960s como copropietario de la editorial Aldon Music junto a su amigo Al Nevins, quien tuvo bajo contrato con varios de los compositores más importantes de la llamada «Escuela Brill Building», incluyendo a Neil Diamond, Howard Greenfield, Gerry Golfin, Jack Keller, Carole King, Barry Mann, Neil Sedaka, Paul Simon, Phil Spector y Cynthia Weil.
Como productor y promotor, Kirshner fue clave en el lanzamiento de las carreras de cantantes y compositores, incluido Bobby Darin, con quien colaboró en varias melodías cortas (conocidas como jingles), que fueron nombrados como bubblegum pop. También fue el responsable de descubrir a Neil Diamond, Carole King, Tony Orlando  y Sarah Dash del trío Labelle, así como a la banda de rock progresivo Kansas.
En 1963, Kirshner y Nevins vendieron Aldon Music a la compañía discográfica Columbia Pictures por dos millones de dólares.

## Compañías discográficas de Don Kirshner
Kirshner fue propietario de tres compañías discográficas; la primera fue Chairman Records, una subsidiaria de London Records, la segunda Calendar Records y la tercera fue Kirshner Records. En la primera, Kirshner solo pudo colocar en las listas de popularidad estadounidenses el tema «Martian Hop» de The Ran-Dells, el cual se ubicó en el puesto 16.º. Con Calendar Records, consiguió los primeros éxitos de The Archies y con Kirshner Records los últimos éxitos de The Archies y los más exitosos sencillos de Kansas. Las grabaciones de Calendar y Kirshner Records fueron distribuidas por RCA Records y CBS Records, además de involucrarse con la compañía Dimension Records.

## The Monkees
A principios de los 1960s, Kirshner fue un exitoso editor musical que, junto a Al Nevins y de su propia compañía, Aldon Music, patrocinaron a artistas como Bobby Darin y otros escritores y músicos.
Don fue contratado por los productores de The Monkees para proporcionar canciones que acompañaran el programa televisivo dentro del calendario demandante del grupo. Kirshner rápidamente trajo a su grupo de compositores y músicos de Brill Building, con la intención de componer temas «pegajosos» que la banda pudiera contemplar para tocar en sus conciertos.  Esto se realizó, no porque el talento de los Monkees estuviera en decadencia, sino por el hecho de que se necesitaban canciones diferentes para cada capítulo de la serie televisiva.
La fórmula funcionó de maravilla y los sencillos «Last Train to Clarkville» y «I'm a Believer» junto a los dos primeros álbumes de la banda fueron producidos y lanzados según el tiempo acordado para tomar la primera ola de popularidad del programa de televisión. Después de un año, los Monkees querían una oportunidad de tocar los instrumentos en las grabaciones. Además deseaban que las canciones que se iban a publicar como sencillos tuvieran supervisión adicional. Cuando la noticia de que los integrantes de la banda no habían ejecutado las canciones de la primera temporada salió a la luz, surgió la controversia, y el público expresó su deseo de escuchar a los Monkees realizar su propia música.

## Don Kirshner's Rock Concert
Después de terminar su relación con The Monkees, Kirshner fue buscado por la televisora ABC para ser el productor ejecutivo y consultor creativo de la nueva serie de conciertos llamado In Concert en 1972. Don aceptó y se mantuvo en dicho programa por casi un año. En 1973, Kirshner dejó In Concert para producir su propio programa de conciertos de rock llamado Don Kirshner's Rock Concert en la cadena televisiva estadounidense NBC. Salió al aire el 27 de septiembre de 1973 con la aparición de The Rolling Stones, a cuatro años de su última presentación en la televisión norteamericana. Este programa presentó a bandas como ABBA, Eagles, Kansas, Kiss, Peter Frampton, Ramones, Rush, Sly & the Family Stone, Steppenwolf, entre otras. Don Kirshner's Rock Concert se transmitió hasta 1981.

## Final de su carrera
Kirshner recibió el premio Abe Olman Publishing Award del Salón de la Fama de los Compositores en 2007 por su trayectoria como compositor y productor de varios grupos y músicos.

## Muerte
Don Kirshner murió el 17 de enero de 2011 a los 76 años en Boca Ratón, Florida, Estados Unidos, debido a una insuficiencia cardiaca. Le sobreviven su esposa Sheila, sus hijos Ricky y Daryl y cinco nietos.
Fue inducido al Salón de la Fama del Rock el 14 de abril de 2012.